# Öratjärnen (Stöde socken, Medelpad, 694010-154012)
Öratjärnen är en sjö i Sundsvalls kommun i Medelpad och ingår i Ljungans huvudavrinningsområde. Sjön har en area på 0,0683 kvadratkilometer och ligger 331 meter över havet.

## Delavrinningsområde
Öratjärnen ingår i det delavrinningsområde (693916-153959) som SMHI kallar för Utloppet av Övre Örasjön. Medelhöjden är 355 meter över havet och ytan är 11,98 kvadratkilometer. Det finns inga avrinningsområden uppströms utan avrinningsområdet är högsta punkten. Hemgravsån (Lycksjöån) som avvattnar avrinningsområdet har biflödesordning 2, vilket innebär att vattnet flödar genom totalt 2 vattendrag innan det når havet efter 68 kilometer. Avrinningsområdet består mestadels av skog (83 procent). Avrinningsområdet har 1,09 kvadratkilometer vattenytor vilket ger det en sjöprocent på 9,1 procent.